# Sinosturio schrenckii
El esturión del Amur o esturión japonés (Sinosturio schrenckii)  es una especie de pez del género Acipenser, familia Acipenseridae. Fue descrita científicamente por Brandt en 1869.
Se distribuye por Asia: río Amur. Ocurrencia en el mar de Japón. La longitud total (TL) es de 300 centímetros con un peso máximo de 190 kilogramos. Habita en tramos de ríos con fondo arenoso o pedregoso y su dieta se compone de organismos bentónicos.
Está clasificada como una especie marina inofensiva para el ser humano. Su carne es muy apreciada.